# Janvier 1802

## Événements

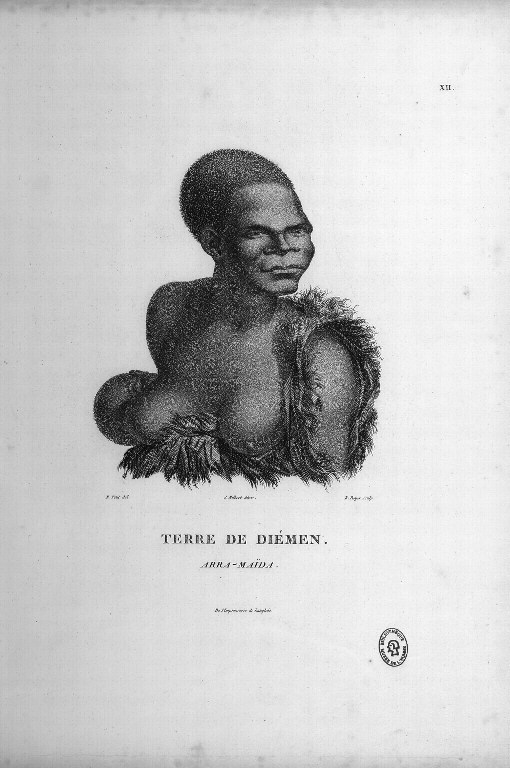
Portrait d'Arra-Maïda, aborigène de Tasmanie, gravure selon un dessin de Nicolas-Martin Petit accompli pendant l'expédition Baudin.

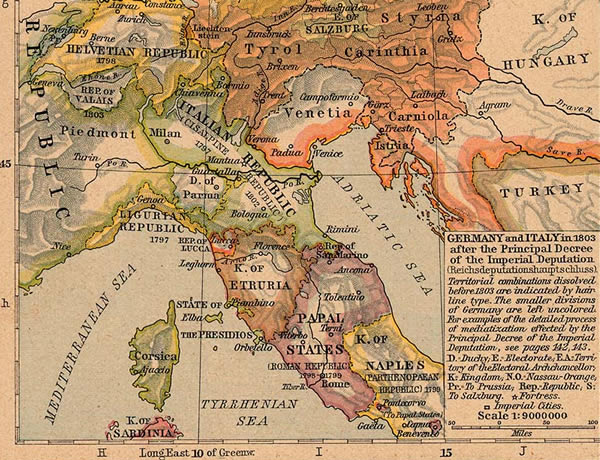
La République cisalpine devient la République italienne, et reçoit à Lyon une constitution centralisée de type an VIII. Les populations ne sont pas consultées. La République contribue à l’entretien des troupes françaises en stationnées sur son sol. Elle est contrainte d’abandonner les mesures anticléricales précédemment prises et soumises à une Constitution conservatrice favorisant la propriété de la terre. Melzi d'Eril devient vice-président du nouvel État. Il met en place certaines réformes et réussit à éliminer la criminalité et le brigandage par la création d’un tribunal spécial et de la gendarmerie. L’égalité civique en République italienne favorise les propriétaires terriens, qui rachètent les biens nationaux vendus dans le but de réduire le déficit public. Le système fiscal est restructuré : l’impôt sur les terres reste lourd et les tarifs douaniers sont conçus pour l’exportation de produits agricoles et l’importation de produits manufacturés.

- 13 janvier, expédition Baudin : l’explorateur français Nicolas Baudin, chargé de cartographier la côte sud du continent australien, venu de Timor, atteint le canal d'Entrecasteaux[1]. Il visite les îles du détroit de Bass, puis après le 24 mars, explore les côtes occidentales et méridionales de l’Australie, recueillant un grand nombre de spécimens d’animaux (découverte de l’ornithorynque et de l’échidné, mammifères ovipares). Chargé d’observer les peuples sauvages, il ramène des portraits des aborigènes de Tasmanie réalisés par Petit et Lesueur.

- 18 janvier, France : épuration du Tribunat.

- 24 janvier : Bonaparte devient président de la République cisalpine.

- 25 janvier : début de la République italienne d'obédience française (fin en 1804)[2].

- 29 janvier : l'expédition envoyé par Bonaparte pour réprimer la Révolte de Saint-Domingue menée par Toussaint Louverture, gouverneur général de l’île, arrive au Cap-Français[3].

## Naissances
- 19 janvier : Sylvain Van de Weyer, homme politique belge († 23 mai 1874).

## Décès
- 18 janvier : Antoine Darquier de Pellepoix (né en 1718), astronome français.